# ルスダン
ルスダン（Rusudan、1194年 - 1245年）は、グルジア王国の女王（在位：1223年 - 1245年）。女王タマル（在位：1184年 - 1213年）とオセット人ダヴィト・ソスランとのあいだに生まれた。兄にグルジア王ギオルギ4世（在位：1212年 - 1223年）がいる。

## 人物・略歴
モンゴルのルーシ侵攻と同じ頃、モンゴル軍の一部は南下してグルジア王国に侵攻した。ルスダンの兄ギオルギ4世はすぐさま第5回十字軍への支援を取りやめ、国を挙げての抵抗をはじめた。1221年、グルジア王国はジェベとスブタイを主力とするモンゴル軍2万の攻撃を受け、敗退した。ギオルギ4世は3度戦って3度敗れたが、これはキリスト教文明に属する地域がモンゴル軍からの猛攻を受けた最初であった。グルジアはモンゴルの軍事力には対抗できず、ギオルギ4世は緒戦で重傷を負い、1222年に31歳で亡くなった。
ルスダンはその後王位を継承したが、彼女には国政の経験がなく、国自体も遊牧民を追い出すには弱すぎた。モンゴルがコーカサス山脈の北へ去ると、いったん征服されたあとインドに逃れたホラズム・シャー朝のジャラールッディーン・メングベルディーが中央アジアに帰還し、1225年以降、アゼルバイジャンとグルジア王国への遠征に乗り出し、1226年、王国の首都トビリシは灰燼に帰し、占領された。なお、このとき、ジャラールッディーンは「イスラム世界の防衛者」を称している。
1236年、ジョチの子バトゥによるヨーロッパ遠征（バトゥの西征）が始まった。チョルマグン率いるモンゴル軍が再びグルジアに侵攻し、ルスダンはグルジア西部への避難を余儀なくされた。東部で抵抗を続ける貴族の多くは滅ぼされ、残った者はモンゴルに臣従し貢税を支払った。モンゴル軍はスラミ山脈を越えなかったためグルジア西部の被害は少なく、ルスダンはようやく危機を脱した。その後、ルスダンはローマ教皇グレゴリウス9世に支援を求めたが失敗し、1243年、モンゴル軍3万が常駐するなかグルジアはモンゴルに併合され、その属領となった。1245年、女王ルスダンの甥にあたるダヴィド7世が女王に対し王位を自分に委ねるよう要求したが、ルスダンは息子のダヴィド6世を王位後継者として認めるようモンゴル帝国にはたらきかけた。ルスダンはこの年死去している。

## 参照
- 井谷鋼造、永田雄三、羽田正他 著、永田雄三 編『西アジア史(2)』山川出版社〈新版世界各国史 9〉、2002年8月。ISBN 978-4-634-41390-0。
- J.M.ロバーツ『世界の歴史4 ビザンツ帝国とイスラーム文明』創元社、2003年4月。ISBN 4-422-20244-8。
- 田辺裕、木村英亮、中俣均ら『世界地理大百科事典6 ヨーロッパ』朝倉書店、2000年9月。ISBN 4-254-16666-4。
- 北川誠一・前田弘毅・廣瀬陽子・吉村貴之 編『コーカサスを知るための60章』明石書店、2006年4月。ISBN 4-7503-2301-2。
- Wilhelm Baum: Rusudani (Russutuna). In: Biographisch-Bibliographisches Kirchenlexikon (BBKL). Band 27, Bautz, Nordhausen 2007, ISBN 978-3-88309-393-2, Sp. 1179–1184.